# Бабкин, Иван Андрианович
Иван Андрианович Бабкин (1893 — 1963) — деятель советских спецслужб, генерал-майор (1945).

## Биография
Родился в русской семье рабочего-литейщика. Окончил сельскую школу в родной деревне в 1905, а также вечерний рабфак при Московском институте имени Баумана в 1932. Литейщик на чугунолитейном заводе в Богданово с сентября 1905 по апрель 1912. Чернорабочий на заводе в Москве с апреля по ноябрь 1912, вернулся литейщиком на чугунолитейный завод в Богданово, где работал до сентября 1914. В царском флоте матрос учебно-линейного отряда Балтфлота в Кронштадте с сентября 1914 по март 1918. Военный комиссар волостного исполнительного комитета в Богданово с марта по декабрь 1918. Секретарь земельного отдела Лихвинского УИК с декабря 1918 по июнь 1919. Снова на флоте: старшина, минный машинист линкора «Севастополь» в Петрограде с июня по декабрь 1919. В РКП(б) с ноября 1919.
В органах государственной безопасности начал карьеру как секретарь Особого отдела ВЧК Онежской флотилии в Петрозаводске с декабря 1919 по июнь 1920, затем секретарь Особого отдела ВЧК побережья Чёрного и Азовского морей в Мариуполе и Севастополе по апрель 1921, секретарь Особого отдела ЧК-ГПУ Крыма в Симферополе С июня 1921 по июнь 1922, помощник начальника бюро виз ИНО (иностранного отдела) ГПУ СССР с июня 1922 по 1 марта 1923. Помощник начальника отделения до 15 декабря 1925, затем начальник отделения иностранной регистратуры ИНО ОГПУ СССР до 1 января 1930, после чего начальник 2-го отделения ИНО ОГПУ СССР до 20 марта 1930.
Секретарь УЛАГ ОГПУ СССР с 15 апреля по август 1930. Старший инспектор организационного отдела АОУ (административно-организационного управления) ОГПУ СССР с 1930 по 1 августа 1931. Старший инспектор 4-го отделения отдела кадров ОГПУ СССР с 1 августа 1931 по 1933. Заместитель начальника 4-го отделения отдела кадров ОГПУ СССР (сектора кадров ГУГБ НКВД СССР) с 1933, затем заместитель начальника 3-го отделения отдела кадров НКВД СССР по 20 декабря 1936. Начальник 4-го отделения 10-го отдела (затем отдела кадров) ГУГБ НКВД СССР с 20 декабря 1936 по 1 ноября 1937. Находился в резерве отдела кадров НКВД СССР по болезни с 1 ноября 1937 по 1 апреля 1938, после чего получил назначение снова помощником начальника 4-го отделения отдела кадров НКВД СССР, где работал до 1939. Становится заместителем народного комиссара внешней торговли СССР А. И. Микояна по кадрам, где работает до 26 ноября 1939. Возвращается в органы государственной безопасности на должность начальника отделения отдела кадров НКВД-НКГБ СССР в конце 1939, где работает до 7 августа 1941. Начальник 8-го отделения отдела кадров НКВД СССР с 7 августа 1941 по 4 февраля 1943. Начальник отделения и помощник начальника отдела кадров НКВД СССР с 4 февраля по май 1943. Заместитель начальника отдела кадров НКГБ-МГБ СССР с мая 1943 по 28 июня 1946. Затем следует назначение начальником 5-го отдела управления кадров МГБ СССР, потом начальником 7-го отдела этого управления, где работал по 18 декабря 1951. Уволен 18 декабря 1951 по болезни. Умер 4 апреля 1963 и похоронен на Пятницком кладбище.

### Звания
- старший лейтенант государственной безопасности;
- капитан государственной безопасности (09.08.1939);
- майор государственной безопасности (22.02.1942);[5]
- полковник государственной безопасности (14.02.1943);
- комиссар государственной безопасности (03.10.1944);
- генерал-майор (09.07.1945).[6]

### Награды
- орден Ленина, 21.02.1945;
- 2 ордена Красного Знамени, 03.11.1944, 25.07.1949;
- орден Красной Звезды, 29.04.1943;
- орден «Знак Почёта», 26.04.1940;
- 5 медалей.